# Maryland Mustangs
I Maryland Mustangs sono stati una franchigia di pallacanestro della USBL, con sede a Marlboro, nel Maryland, attivi nel 2001.
Disputarono unicamente la stagione USBL 2001, che terminarono con un record di 19-11, vincendo la Northern Division. Nei quarti di finale dei play-off vennero sconfitti dai Dodge City Legend per 109-106. Si sciolsero alla fine del campionato.

## Stagioni
| Stagione | Lega | Denominazione     | V  | P  | %    | Piazzamento | Play-off         |
| -------- | ---- | ----------------- | -- | -- | ---- | ----------- | ---------------- |
| 2001     | USBL | Maryland Mustangs | 19 | 11 | 63,3 | 1º          | Quarti di finale |